# Ludvig 9. af Hessen-Darmstadt
Ludvig 9. af Hessen-Darmstadt (tysk: Ludwig IX; 15. december 1719 – 6. april 1790) var landgreve af Hessen-Darmstadt fra 1768 til 1790. 

## Biografi
Han var søn af landgreve Ludvig 8. af Hessen-Darmstadt og Charlotte af Hanau-Lichtenberg. Han tiltrådte som landgreve ved sin fars død i 1768.
Ludvig var gift med Henriette Karoline, som var datter af Christian 3. af Pfalz-Zweibrücken. De fik følgende børn:
1. Karoline (1746–1821), gift 1768 med Landgreve Frederik 5. af Hessen-Homburg
2. Frederikke (1751–1805), gift 1769 med Kong Frederik Vilhelm 2. af Preussen
3. Ludvig (1753–1830), Landgreve af Hessen-Darmstadt 1790-1806, Storhertug af Hessen og ved Rhinen 1806-1830, gift 1777 med Prinsesse Louise af Hessen-Darmstadt
4. Amalie (1754–1832), gift 1774 med Arveprins Karl Ludvig af Baden
5. Vilhelmine (1755–1776), gift 1773 med Storfyrst Paul af Rusland, fra 1796 Tsar Paul 1. af Rusland
6. Louise (1757–1830), gift 1775 med Storhertug Carl August af Sachsen-Weimar-Eisenach
7. Frederik (1759–1802)
8. Christian (1763–1830)

## Eksterne links
- Wikimedia Commons har flere filer relateret til Ludvig 9. af Hessen-Darmstadt